# Deobold Van Dalen
Deobold Bertrude Van Dalen (* 1. Januar 1911 in Flint, Michigan; † 29. Juni 1995 in Oakland, Kalifornien) war ein US-amerikanischer Erziehungswissenschaftler.
Er studierte an der Iowa State University und promovierte 1943 an der University of Michigan. 1942 bis 1946 diente er in der United States Navy. Danach war er Professor, zunächst für Sport, später für Erziehungswissenschaft, an der University of Pittsburgh; 1965 wechselte er an die University of California in Berkeley. Bekannt ist er vor allem für seine Publikationen über die Geschichte des Sports.

## Werke
- (mit Bruce Bennett): A world history of physical education, 1956, 2nd ed. 1971
- Understanding educational research, 1965
- Ideas of Physical Education During the Middle Ages and Renaissance, in: A History of sport and physical education to 1900, ed. by Earle Zeigler, 1973 (ISBN 0-87563-062-6)